# بروتين الريبوسوم
البروتين الريبوسومي(ribosomal protein (r-protein (    ) هو أي من البروتينات التي تقترن مع الرنا الريباسي ، لتشكل الوحدات الفرعية الريبوزومية المشاركة في عملية الترجمة الخلوية. تحتوي الإشريكية القولونية والبكتيريا الأخرى والعتائق على وحدة فرعية صغيرة 30S ووحدة فرعية كبيرة 50S ، في حين أن البشر والخمائر لديهم وحدة فرعية صغيرة 40S ووحدة فرعية كبيرة 60S  غالبًا ما يتم ترقيم الوحدات الفرعية المكافئة بشكل مختلف بين البكتيريا والعتائق والخمائر والبشر. 
ملحوظة: S30 هي وحدة سفدبيرج ، تعبر "بالتقريب " عن حجم الجزيء . لدينا هنا جزيء ريبوسومي كبير 50S و جزيء ريبوسومي صغير 30S وهكذا في سياق المقال.
جاء جزء كبير من المعرفة حول هذه الجزيئات العضوية من دراسة الريبوسومات في الإشريكية القولونية . حيث تم عزل جميع البروتينات الريبوسومية وتم إنتاج العديد من الأجسام المضادة المحددة. سمحت هذه الدراسة ، جنبًا إلى جنب ، مع الفحص المجهري الإلكتروني واستخدام بعض المواد التفاعلية ، بتحديد تفاصيل البروتينات في الريبوسوم. في الآونة الأخيرة ، تظهر صورة ذرية شبه كاملة (قريبة) لبروتينات الريبوسوم من أحدث بيانات cryo-EM عالية الدقة (بما في ذلك ببب: 5AFI .

## الحفاظ

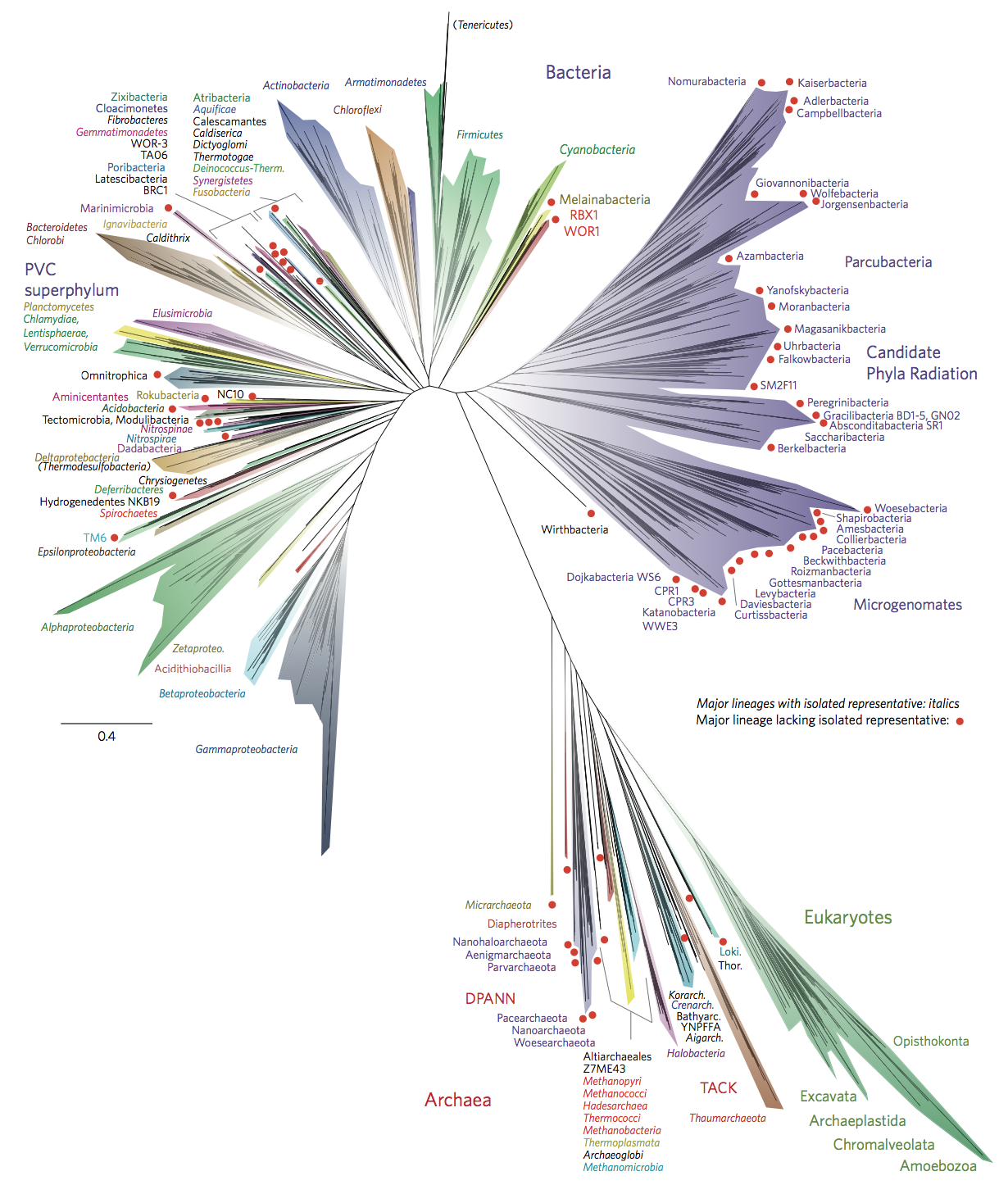
شجرة الحياة لعام 2016 باستخدام 16 تسلسل بروتين ريبوسومي محفوظ عالميًا

بروتينات الريبوسوم هي من بين البروتينات الأكثر حفظًا في جميع أشكال الحياة.  من بين البروتينات الأربعين الموجودة في مختلف الوحدات الفرعية الريبوسومية الصغيرة (RPSs) ، هناك 15 وحدة فرعية محفوظة عالميًا عبر بدائيات النوى وحقيقيات النوى. ومع ذلك توجد 7 وحدات فرعية فقط في البكتيريا (bS21 و bS6 و bS16 و bS18 و bS20 و bS21 و bTHX) ، بينما توجد 17 وحدة فرعية فقط في الكائنات البدائية وحقيقيات النوى.  تم العثور على 22 بروتينًا بشكل نموذجي في وحدات فرعية بكتيرية صغيرة و 32 بروتينًا في الخميرة والبشر ؛ وعلى الأرجح معظم الأنواع الأخرى هي من حقيقيات النوى. سبعة وعشرون (من أصل 32) بروتينًا من بروتينات الوحدة الفرعية الريبوسومية الصغيرة حقيقية النواة موجودة أيضًا في العتائق (لا يوجد بروتين ريبوزومي حصريًا في العتائق) ، مما يؤكد أنها ترتبط ارتباطًا وثيقًا بحقيقيات النوى أكثر من البكتيريا. 
من بين الوحدة الفرعية الريبوسومية الكبيرة ، هناك 18 بروتينًا عاما ، أي موجود في كل من البكتيريا ، وحقيقيات النوى ، والعتائق. يوجد 14 بروتينًا فقط في البكتيريا ، بينما يوجد 27 بروتينًا في العتائق وحقيقيات النوى. مرة أخرى لا تحتوي العتائق على بروتينات تنفرد بها. 

## الجوهر
على الرغم من انحفاظها العالي على مدى مليارات السنين من التطور ، فإن غياب العديد من البروتينات الريبوزومية في بعض الأنواع يُظهر أن الوحدات الفرعية الريبوسومية قد تمت إضافتها وفقدانها على مدار التطور. ينعكس هذا أيضًا من خلال حقيقة أن العديد من بروتينات الريبوسوم لا يبدو أنها ضرورية عند حذفها.  على سبيل المثال ، في الإشريكية القولونية تسعة بروتينات ريبوزومية (uL15 و bL21 و uL24 و bL27 و uL29 و uL30 و bL34 و uS9 و uS17) غير ضرورية للبقاء عند حذفها. بالاقتران مع النتائج السابقة ، يمكن حذف 22 من 54 جينًا من بروتينات الاشريكية القولونية بشكل فردي من الجينوم.  وبالمثل ، تم حذف 16 بروتينًا ريبوسوميًا (uL1 و bL9 و uL15 و uL22 و uL23 و bL28 و uL29 و bL32 و bL33.1 و bL33.2 و bL34 و bL35 و bL36 و bS6 و bS20 و bS21) بنجاح في العصوية الرقيقة . بالاقتران مع التقارير السابقة ، تم إثبات أن 22 بروتينًا ريبوسوميًا غير ضرورية في بكتيريا العصوية الرقيقة ، على الأقل لتكاثر الخلايا. 

## التشكيل في الإشريكية القولونية
يحتوي ريبوسوم الإشريكية القولونية على حوالي 22 بروتينًا في الوحدة الفرعية الصغيرة (المسمى S1 إلى S22) و 33 بروتينًا في الوحدة الفرعية الكبيرة (نوعًا ما يُسمى L1 إلى L36). كلهم مختلفون مع ثلاثة استثناءات: يوجد بروتين واحد في كلتا الوحدتين الفرعيتين (S20 و L26) ،  L7 و L12 عبارة عن أشكال مؤتمتة وميثلة من نفس البروتين ، و L8 عبارة عن مركب من L7 / L12 و L10. بالإضافة إلى ذلك فمن المعروف أن L31 يوجد في شكلين ، شكل ذي طول كامل يصل إلى 7.9 كيلودالتون وشكل ثان مجزأ يصل إلى 7.0 كيلو دالتون. هذا هو السبب في أن عدد البروتينات في الريبوسوم يبلغ 56. باستثناء S1 (بوزن جزيئي 61.2 كيلو دالتون) ، يتراوح وزن البروتينات الأخرى بين 4.4 و 29.7 كيلو دالتون. 
أكدت التجارب الحديثة لبروتينات de novo حيث وصف المؤلفون في الجسم الحي وسيطة لتجميع الريبوسوم وعوامل التجميع المرتبطة بها من خلايا الإشريكية القولونية من النوع البري باستخدام مقياس الطيف الكمي العام ، وجد الباحثون جميع مكونات الوحدة الفرعية الصغيرة والكبيرة المعروفة و حددت ما مجموعه 21 عاملاً معروفًا ومحتملًا جديدًا لتجميع الريبوسوم والتي تترابط مع العديد من جسيمات الريبوسوم. 

#### التخلص في الوحدة الريبوسومية الصغيرة
في الوحدة الفرعية الصغيرة (30S) من ريبوسومات الإشريكة القولونية تشير البروتينات إلى أن uS4 ،و uS7 ، uS8 ، uS15 ، uS17 ، bS20 ترتبط بشكل مستقل بـ 16S rRNA. بعد تجميع بروتينات الربط الأولية هذه ، يرتبط uS5 و bS6 و uS9 و uS12 و uS13 و bS16 و bS18 و uS19 بالريبوسوم المتنامي. تعمل هذه البروتينات أيضًا على تحفيز إضافة uS2 و uS3 و uS10 و uS11 و uS14 و bS21. ويعد ارتباط البروتين بالتقاطعات الحلزونية أمرًا مهمًا لبدء الطية الثلاثية الصحيحة للحمض النووي الريبي وتشكيل البنية العامة. تحتوي جميع البروتينات تقريبًا على مجال كروي واحد أو أكثر. علاوة على ذلك تحتوي جميعها تقريبًا على امتدادات طويلة يمكنها الاتصال بـالرنا في مناطق بعيدة . ينتج الاستقرار الإضافي من البقايا الأساسية للبروتينات ، حيث تعمل على تحييد تنافر شحنة العمود الأساسي للحمض النووي الريبي. توجد تفاعلات البروتين-بروتين أيضًا لتثبيت البنية سويا عن طريق تفاعلات الترابط الكهروستاتيكي والترابط الهيدروجيني. أشارت الدراسات النظرية إلى التأثيرات المرتبطة بالارتباط بالبروتين على الترابط أثناء عملية التجميع 
في إحدى الدراسات وٌجد أن الشحنات الصافية (عند الباهاء الهيدروجيني 7.4) لبروتينات الريبوسوم التي تشتمل على مجموعة S10-spc المحفوظة لها علاقة عكسية مع مستويات قابلية الملوحة / وقابلية التحمل في البكتيريا والعتائق.  في البكتيريا غير المحبة للملح ، تكون بروتينات S10-spc أساسية بشكل عام ، وتختلف عن البروتينات الكاملة الحمضية الكلية للهالوفيلات . إن uL2 العام الموجود في الجزء الأقدم من الريبوسوم دائمًا ما يكون مشحونًا بشحنة موجبة بغض النظر عن السلالة / أو الكائن الحي الذي ينتمي إليه. 

## اقرأ أيضا
- سفدبيرج (وحدة)
- تجزيء خلوي